# 共进镇
共进镇，是中华人民共和国陕西省安康市汉滨区一个已撤销的乡级行政区，2015年，陕西省民政厅批复同意撤销共进镇，将其所辖行政区域划归早阳镇。